# Листинг (ценные бумаги)

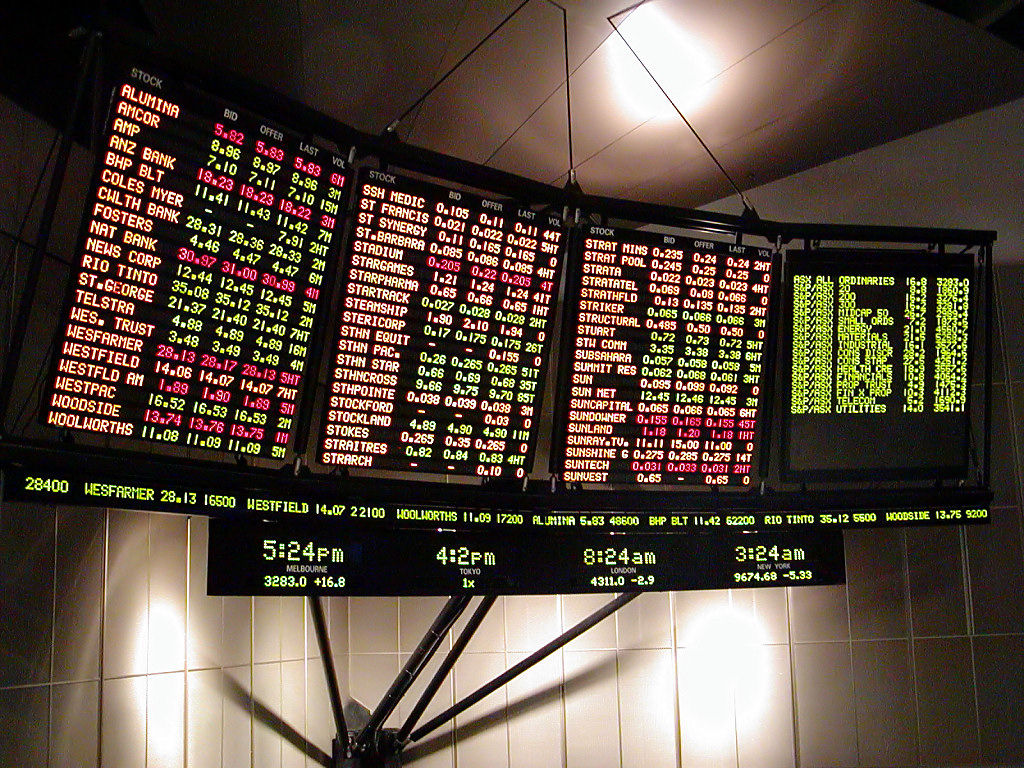
Тикерный монитор, отображающий котировки ценных бумаг

Ли́стинг (от англ. list — список) — совокупность процедур включения ценных бумаг в биржевой список (список ценных бумаг, допущенных к биржевым торгам), осуществление контроля за соответствием ценных бумаг установленным биржей условиям и требованиям. Листингом могут называть сам биржевой список, хотя в биржевой документации это разные понятия.
Ценные бумаги признаются прошедшими процедуру листинга после осуществления экспертизы документов и включения ценной бумаги в котировальный лист первого или второго уровня.
Процедура листинга включает следующие этапы:
- Заявление о процедуре листинга ценных бумаг и включении их в котировальный лист второго уровня, а также заявление о допуске к обращению через организатора торговли внесписочных ценных бумаг. Заявление о процедуре листинга ценных бумаг и включении их в котировальный лист первого уровня может представить только эмитент указанных ценных бумаг.
- Заключение договора с фондовой биржей на проведение экспертной оценки.
- Раскрытие информации о существенных фактах, затрагивающих финансово-хозяйственную деятельность эмитента.
- Проведение экспертизы ценных бумаг на основе таких показателей, как рентабельность деятельности эмитента, коэффициенты ликвидности, и т. п.
- Рассмотрение результатов экспертизы на заседании Комиссии по допуску ценных бумаг, либо котировальной комиссии биржи с участием эмитентов, их посредников, специалистов биржи. Отчёт об итогах выпуска ценных бумаг эмитента должен быть зарегистрирован в соответствии с законодательством Российской Федерации и нормативными актами Федеральной комиссии.

Цели листинга:
- создание благоприятных условий для торговли на бирже
- повышение информированности участников торгов о состоянии рынка ценных бумаг
- выявление уровня надёжности ценных бумаг
- защита интересов владельцев ценных бумаг и повышение уровня их доверия
- создание унифицированных правил экспертизы к допуску и обращению ценных бумаг на ФБ РФ

Критерии отбора:
- величина чистого дохода эмитента
- стоимость активов эмитента
- размер выпуска ценных бумаг
- затраты эмитента

Исключение ценных бумаг определённого эмитента из котировального списка фондовой биржи называется делистинг.